# Élections parlementaires italiennes de 1994
Les élections parlementaires italiennes se sont tenues les 27 et 28 mars 1994.
Ce scrutin a signé un panorama politique très différent dans l’histoire de l'Italie. Le parti traditionnel connut une profonde crise et en particulier les plus profondes nouveautés furent :
- le Parti démocrate de la gauche, né chez le Parti communiste italien ;
- le Parti populaire italien, résulté de la Démocratie chrétienne ;
- Forza Italia, qui rassemblait différentes tendances modérées (libérales, social-démocrates, radicales) ;
- Alliance nationale, comme évolution du Mouvement social italien.

Ces profondes mutations arrivèrent après une grande enquête judiciaire (Opération Mains propres) et après l’adoption d'un système électoral du type majoritaire, avec lequel les partis durent former des coalitions. Elles étaient :
- l’Alliance des progressistes, dirigée par Achille Occhetto, formée par Parti démocrate de la gauche, Parti de la refondation communiste, Fédération des Verts, Parti socialiste italien, Mouvement pour la démocratie et Alliance démocrate ;
- le Pacte pour l'Italie, dirigée par Mario Segni, formée par le Parti populaire italien et Pacte Segni ;
- le Pôle des libertés et le Pôle du bon gouvernement, sous la houlette de Silvio Berlusconi, formés, respectivement, par Forza Italia et la Ligue du Nord et Forza Italia et Alliance nationale (le Pôle des Libertés se présentait au centre et au nord et le Pôle du bon gouvernement au centre et au sud).

## Résultats électoraux

### Chambre des députés

#### Part proportionnelle
| Partis                                   | votes      | %      | sièges |
| ---------------------------------------- | ---------- | ------ | ------ |
| Forza Italia                             | 8 136 135  | 21,01  | 30     |
| Parti démocrate de la gauche             | 7 881 646  | 20,36  | 38     |
| Alliance nationale                       | 5 214 133  | 13,47  | 23     |
| Parti populaire italien                  | 4 287 172  | 11,07  | 29     |
| Ligue du Nord                            | 3 235 248  | 8,36   | 11     |
| Parti de la refondation communiste       | 2 343 946  | 6,05   | 11     |
| Pacte Segni                              | 1 811 814  | 4,68   | 13     |
| Lista Pannella                           | 1 359 283  | 3,51   | -      |
| Fédération des Verts                     | 1 047 268  | 2,70   | -      |
| Parti socialiste italien                 | 849 429    | 2,19   | -      |
| Mouvement pour la démocratie - Le réseau | 719 841    | 1,86   | -      |
| Alliance démocrate                       | 456 114    | 1,18   | -      |
| Parti populaire sud-tyrolien             | 231 842    | 0,60   | -      |
| Social-démocratie                        | 179 495    | 0,46   | -      |
| Autres                                   |            |        | -      |
| Totaux                                   | 38 717 043 | 100,00 | 155    |

#### Part majoritaire
| Partis                       | votes      | %      | sièges |
| ---------------------------- | ---------- | ------ | ------ |
| Alliance des progressistes   | 12 632 680 | 32,81  | 164    |
| Pôle des libertés            | 8 767 720  | 22,77  | 164    |
| Pacte pour l'Italie          | 6 019 038  | 15,63  | 4      |
| Pôle du bon gouvernement     | 5 732 890  | 14,89  | 129    |
| Alliance nationale           | 2 566 848  | 1,76   | 1      |
| Forza Italia                 | 679 154    | 1,76   | 1      |
| Lista Pannella               | 432 666    | 1,12   | -      |
| Parti populaire sud-tyrolien | 188 017    | 0,49   | 3      |
| Social-démocratie            | 147 493    | 0,38   | -      |
| Autres                       |            |        | 2      |
| Totaux                       | 38 504 158 | 100,00 | 475    |

### Sénat de la République
| Partis                       | votes      | %      | sièges |
| ---------------------------- | ---------- | ------ | ------ |
| Alliance des progressistes   | 10.881.320 | 32,90  | 122    |
| Pôle des libertés            | 6.570.468  | 19,87  | 82     |
| Pacte pour l'Italie          | 5.526.090  | 16,69  | 31     |
| Pôle du bon gouvernement     | 4.544.573  | 13,74  | 64     |
| Alliance nationale           | 2.077.934  | 6,28   | 8      |
| Parti des retraités          | 250.637    | 0,76   | -      |
| Ligue alpine lombarde        | 246.046    | 0,74   | 1      |
| Parti populaire sud-tyrolien | 217.137    | 0,66   | 3      |
| Ligue Autonomie du Veneto    | 165.370    | 0,50   | -      |
| Forza Italia                 | 149.965    | 0,45   | 1      |
| Autres                       |            |        | 1      |
| Totaux                       | 33.081.549 | 100,00 | 315    |